# Die Modenwelt
Die Modenwelt var en illustrerad tysk modetidning, som utgavs mellan 1865 och 1942. 
Det var en framgångsrik modetidning, som hade många utländska utgåvor och publicerade sig under olika namn i både Frankrike, USA och Brasilien. Den utgavs även i Sverige, där dess lokala version hette Freja: illustrerad skandinavisk modetidning. I slutet av 1800-talet var Die Modenwelt den största damtidningen i Tyskland tillsammans med Der Bazar (1854-1937).
Den utgav även Illustrirte Frauen-Zeitung som bilaga. 

## Bilder

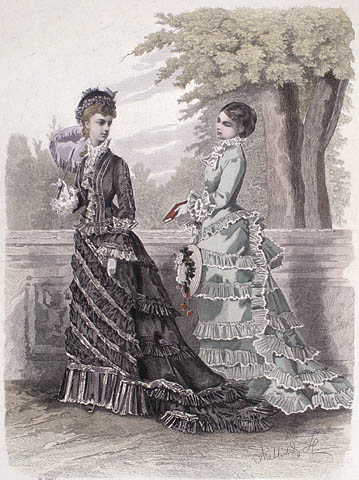
Illustrirte Frauen-Zeitung -Women’s fashion illustration- Illustrirte Frauen-Zeitung -Journal illustré des femmes- (48301723892)
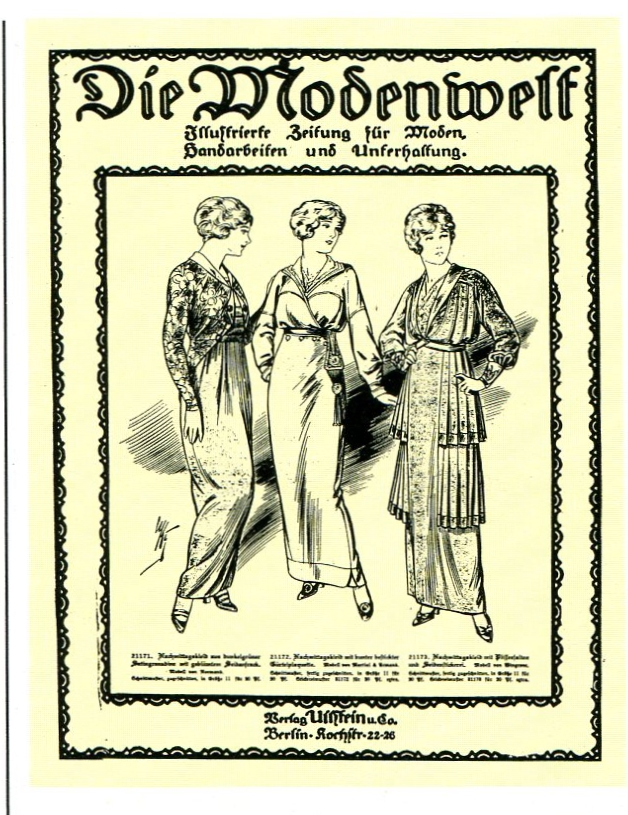
Modewelt1911